# مکس آبماس
مکس آبماس (انگلیسی: Max Abmas؛ زادهٔ ۲ آوریل ۲۰۰۱) بازیکن بسکتبال اهل ایالات متحده آمریکا است.